# Los cigarros del faraón
Los cigarros del faraón (del francés: Les Cigares du pharaon) es el cuarto álbum de Las aventuras de Tintín, la serie de cómics del dibujante belga Hergé. Encargado por el periódico conservador belga Le Vingtième Siècle para el suplemento infantil Le Petit Vingtième, fue publicado semanalmente desde diciembre de 1932 hasta febrero de 1934. La historia trata del joven reportero belga Tintín y su perro Milú, que están de viaje en Egipto cuando descubren la tumba de un faraón lleno de egiptólogos muertos y cajas de puros. Persiguiendo el misterio de estos cigarros, viajan a través de Arabia Saudí y la India, y revelan los secretos de una empresa internacional de contrabando de drogas.
Tras las aventuras de Tintín en América, Los cigarros del faraón fue un éxito comercial y se publicó en forma de libro poco después de su conclusión. Hergé continuó las aventuras de Tintín con El loto azul, argumento que siguió a partir de Los cigarros del faraón. La serie en sí se convirtió en una parte definitoria de la tradición de cómics franco-belgas. En 1955 fue redibujado y coloreado, en un distinguido estilo ligne-claire de Hergé para su republicación por Casterman. El análisis crítico de la historieta se centró en la innovación y la aventura introduce a los recurrentes personajes de los detectives Hernández y Fernández y el villano Rastapopoulos. El cómic fue adaptado para un episodio de la serie animada de Elipse/Nelvana Las aventuras de Tintín de 1991.

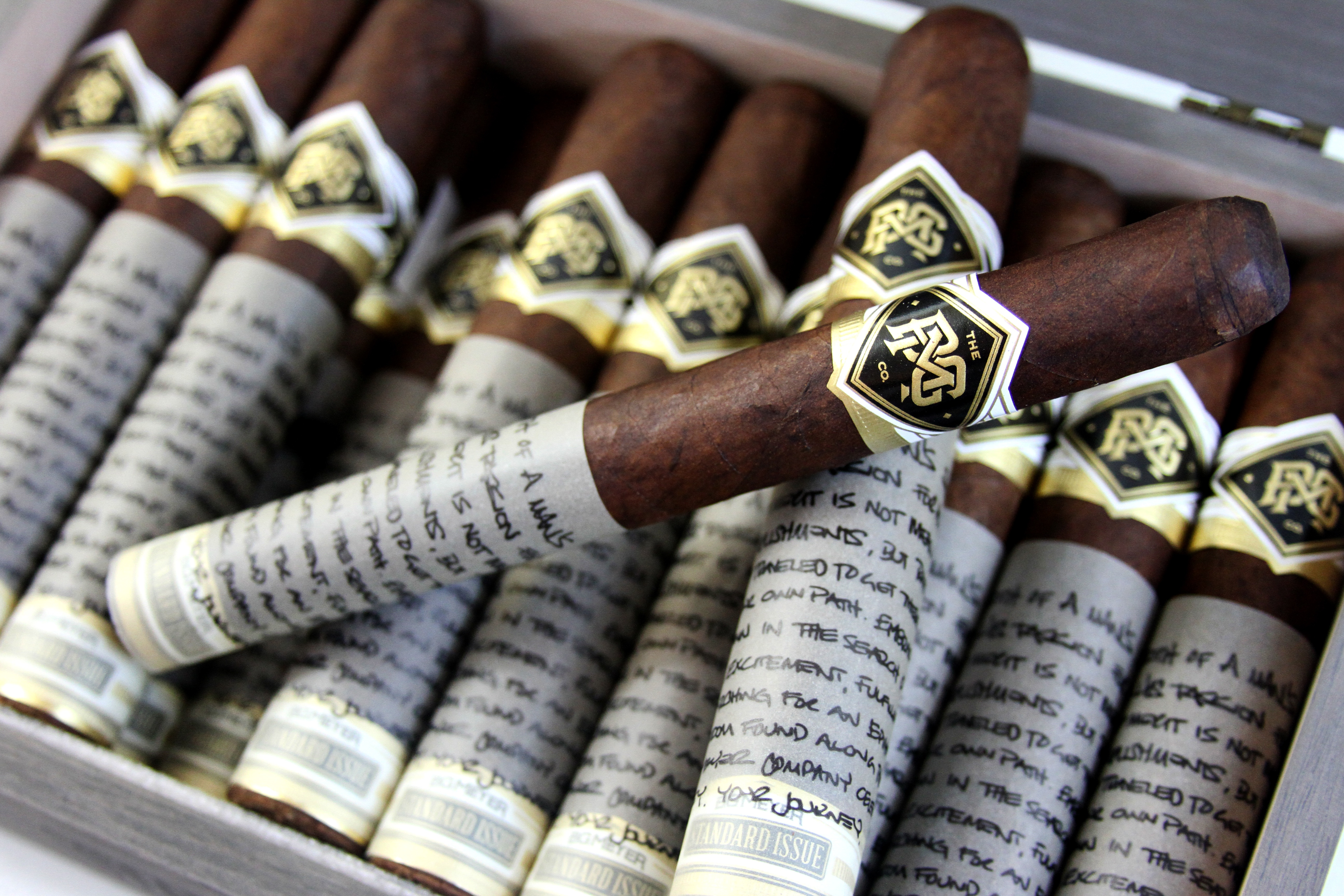
Caja de cigarros del faraón
(de una película de dibujos animados de un sitio de la red sobre historieta)

## Argumento
En un crucero de vaciones Tintín se encuentra al egiptólogo Filemón Ciclón y al célebre director de Hollywood Roberto Rastapopoulos. El reportero decide ir a acompañar al profesor a la búsqueda de la tumba del faraón Kih-Oskh, pero antes de llegar a Port Said es detenido por los detectives Hernández y Fernández porque un misterioso personaje le ha metido opio en su cajón. Tintín se escapa y decide reencontrarse con el profesor y buscar la tumba. Tras encontrarla Ciclón no duda en desenterrarla, pero Milú sospecha de unos puros encontrados en la arena y Ciclón desaparece. Tintín entra a la tumba y descubre egiptológos muertos momificados. También encuentra más puros pero cae inconsciente por un gas narcótico.
A la noche siguiente, el capitán Allan espera una entrega de mercancía, pero un error hace que en los paquetes vayan Tintín y Ciclón. Allan es contrabandista y los guardacostas le registran, pero antes de eso, Allan arroja a Tintín y a Ciclón al agua. Tintín pierde la pista de Ciclón y es acogido por un comandante de un pequeño barco que los deja en Arabia y Tintín se encuentra al mercader Oliveira da Figueira y a Rastapopoulos. Tintín pretende seguir la ruta del barco pero descubre que el barco se dedicaba al tráfico de armas, y decide seguir con Rastapopoulos e ir a Yabbeca, (ciudad árabe inspirada en La Meca) pero es atacado y despojado de su cantimplora. A duras penas llega a Yabbeca donde le obligan a alistarse en el ejército. Tintín descubre que el coronel tiene los mismos puros que había en la tumba de Kih-Oskh, pero es detenido por espionaje y condenado a muerte. Hernández y Fernández lo salvan pero quieren detenerle de contrabando de cocaína y de armas.
Tintín huye de Arabia y su avión se estrella en la jungla de la India, y se encuentra con Ciclón, que se ha vuelto loco. Tintín encuentra a un Búngalo en el que estaban un doctor, un célebre escritor llamado Zlotky, un pastor y un matrimonio inglés apellidado Snowball. El doctor le recomienda a Tintín llevar a Ciclón a un sanatorio. A la mañana siguiente, Ciclón se escapa y pretende acabar con Tintín porque ha sido hipnotizado por un faquir. Tintín sospecha de Zlotky y el escritor le iba revelar en jefe de la banda criminal, pero es enloquecido por Raidjajah, "el veneno que vuelve loco". Tintín también lo lleva al sanatorio pero el faquir interceptó la carta diciendo que el loco era Tintín. Tintín es encerrado pero se escapa pronto y se vuelve a encontrar a los Fernández, que siguen queriendo detenerle. Tintín se encuentra con el Maharajá de Rawhajpourtalah y le cuenta que su padre y su hermano luchaban contra el tráfico de opio y enloquecieron misteriosamente. Tintín descubre la sede de la banda de traficantes de opio y detiene a sus miembros: El coronel árabe, el secretario del Maharajá, los Snowball, el faquir y un japonés. Tintín detiene a todos menos al faquir, que escapa junto al jefe raptando al hijo del Maharajá, Tintín detiene al faquir y el jefe (que en El Loto Azul Rastapopoulos dice que él era el jefe) cae por unas peñas. Al volver, toda Rawhajpourtalah agradece a Tintín, y en el palacio descubre que la banda traficaba con opio mediante falsos puros, y llevan a los dos locos al sanatorio.

## Historia

### Contexto
Georges Remi —más conocido bajo el seudónimo de Hergé— trabajó como editor e ilustrador de Le Petit Vingtième, suplemento infantil de Le Vingtième Siècle («El siglo XX»), un periódico ultraconservador y católico belga con sede en Bruselas —ciudad natal de Hergé—, que fue dirigido por el abate Norbert Wallez. En 1929 Hergé comenzó Las Aventuras de Tintín para Le Petit Vingtième, cuyo argumento gira en torno a las hazañas del periodista ficticio belga Tintín. Wallez ordenó a Hergé estrenar su primera aventura en la Unión Soviética para que actúe como propaganda antisocialista hacia los niños (Tintín en el país de los Soviets), su segunda aventura tuvo lugar en el Congo Belga para fomentar el sentimiento colonial (Tintín en el Congo) y para su tercera aventura llevó a Tintín a los Estados Unidos con la historia de la denuncia del capitalismo estadounidense (Tintín en América).

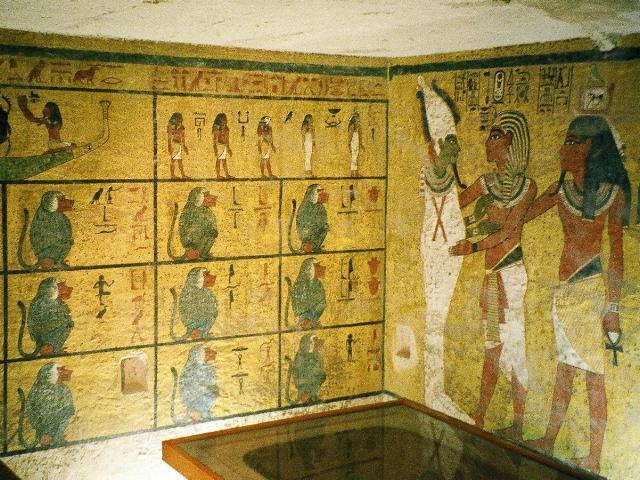
El descubrimiento de la tumba de Tutankamón por Howard Carter (en la imagen) fue una influencia para Los cigarros

Para su cuarta aventura, Hergé estaba ansioso por escribir una historia de misterio. En la década de 1930 florecieron las novelas de misterio en toda Europa occidental, tras el éxito de autores como Agatha Christie y Ellery Queen. La decisión de crear un escenario en torno a la tumba de Kih-Oskh fue influida por el descubrimiento, en 1922, de la tumba del faraón Tutankamon por Howard Carter y los reclamos sensacionalistas circundantes con respecto a una maldición de los faraones. Hergé volvería a este tema en Las siete bolas de cristal (1948). El nombre de Kih-Oskh era una alusión a los quioscos donde se vendía Le Petit Vingtième. El símbolo Kih-Oskh fue descrito por Hergé como una distorsión del símbolo taoísta de la Taijitu, y el tintinólogo Benoît Peeters pensó que anunciaba la "Marca Amarilla" que aparece en el cómic The Yellow "M" (1952-54) de Blake y Mortimer del autor y más tarde colaborador de Hergé, Edgar P. Jacobs. Hergé fue ayudado en la producción de Los cigarros del faraón por su asistente Paul "Jam" Jamin, que fue fuertemente influido por las revistas británicas The Humorist y Punch.
Hergé fue influido por las obras publicadas del aventurero y traficante de armas francés Henry de Monfreid, particularmente sus libros Secretos del Mar Rojo y El crucero del hachís. Después de haber vivido la Primera Guerra Mundial, Hergé sintió cierta repulsión por los traficantes de armas y utiliza a Monfreid como base para el personaje de traficante de armas en Los cigarros. La idea de los cuerpos momificados que se alinean a lo largo de una pared se adoptó a partir del libro de 1919 de Pierre Benoît L'Atlantide (Atlántida), que recientemente había sido llevada al cine en 1932 por Georg Wilhelm Pabst. Las pinturas murales que aparecen en la portada de Le Petit Vingtième se basaron en un bajorrelieve de Hathor y Seti I ubicado en el Museo del Louvre, París, mientras que el trono que aparece en el sueño de Tintín se adoptó de la encontrada en la tumba de Tutankamón. La inclusión de la sociedad secreta que opera la red de contrabando recibe influencias de las teorías derechistas sobre la conspiración de la masonería, de la que Hergé, probablemente, obtuviera información sobre la hermandad en un artículo de 1932 escrito por Lucien Farnoux-Reynaud en la revista radical La Crapouillot.

### Publicación original (1931-1932)
El 24 de noviembre de 1932, Le Petit Vingtième publicó una entrevista ficticia entre Jamin y Tintín en el que el periodista anunciaba que viajaría a China a través de Egipto, la India, Ceilán e Indochina. El 8 de diciembre de 1932, la historieta comenzó la serialización en el suplemento bajo el título de Las aventuras de Tintín, reportero, en Oriente. Como la historia comenzó en Egipto en lugar de China, Hergé decidió llamar brevemente a la historia El caso de El Cairo. La historia no estaba siguiendo un plan o trama preescrita, pues Hergé, como de costumbre, ideaba la historia de semana a semana. Cuando llegó el momento de reunir y publicar la historia en forma de libro, Hergé decidió dividirlo en dos volúmenes y darles a cada uno un nuevo título; la primera mitad, que se establece en Egipto, Arabia y la India, la tituló Los cigarros del Faraón, mientras que el segundo volumen, situado en China, se convirtió en El Loto Azul. Los cigarros fue la primera de las aventuras publicadas por Casterman, con quien Hergé había firmado un contrato a finales de 1933, aunque muy a su disgusto, pues retrasó la publicación hasta otoño de 1934, después de la culminación de las vacaciones de verano. En 1936 solicitaron, con éxito, que se produjeran varias planchas de color para ser insertado en la reedición del libro.
Los cigarros del Faraón significó la introducción de varios personajes que ganarían un papel recurrente en Las Aventuras de Tintín. Las más notables son los dos detectives, que fueron llamados inicialmente "Agente X33 y Agente X33 bis". En el guion de 1941 de Tintín en la India: El Misterio del Diamante Azul, coescrito por Jacques Van Melkebeke, Hergé los nombró "Durant y Durand", aunque más tarde los renombró "Dupont y Dupond". Los traductores en inglés de la serie, Michael Turner y Leslie Lonsdale-Cooper, los renombraron "Thomson y Thompson" y, en castellano, optaron por "Hernández y Fernández". Ambos agentes de la ley se basan en una combinación de la policía belga estereotipada de la década de 1930 con las observaciones de Hergé de su padre y su tío, Alexis y Léon Remi.
La serie introdujo al enemigo de Tintín, Roberto Rastapopoulos, en Los cigarros del Faraón, aquí representado como un famoso director de cine de Hollywood. En el volumen siguiente, El Loto Azul, también se revela como el jefe de una organización criminal internacional. Su nombre fue desarrollado por uno de los amigos de Hergé; éste pensó que sonaba cómico y decidió utilizarlo. Ideó Rastapopoulos como un italiano con un apellido griego, pero el personaje estaba equipado con estereotipos antisemitas sobre los judíos y Hergé fue firme en que el personaje no era judío. Un cuarto personaje recurrente introducido en esta historieta fue el comerciante portugués Oliveira da Figueira, quien reaparecería en las aventuras posteriores en Oriente Medio, En el país del oro negro y Stock de coque. Uno de los personajes principales de la historia fue Filemón Ciclón, un egiptólogo que es el estereotipo de profesor excéntrico. En este sentido, es un prototipo para el personaje de Silvestre Tornasol, quien Hergé introduciría más tarde en El tesoro de Rackham el Rojo.

### Segunda versión (1955)
En los años 1940 y 1950, cuando la popularidad de Hergé había aumentado, él y su equipo de los Estudios Hergé volvieron a dibujar muchas de las aventuras en blanco y negro originales de Tintín en color utilizando la ligne claire («línea clara»), estilo de dibujo que tenía desarrollado para equparlo visualmente a las nuevas historias de Tintín que se estaban creando. Los estudios reformatearon y colorearon Los cigarros del faraón en 1955, que fue la última de las primeras obras que tuvo someterse a este proceso.
Al reducir la densidad de la historieta, Hergé retiró varias escenas aisladas que nada tenían que ver con el desarrollo de la trama, en las que Tintín se enfrentaba a un murciélago, un cocodrilo y serpientes. La ciudad árabe que Tintín y Milú buscaron en la historia ya no se identificó como La Meca, mientras que se eliminaron tres consejeros del Maharajah. También se insertaron nuevos elementos; Hergé agregó una representación de las antiguas pirámides egipcias en el fondo. Hergé también, retroactivamente, añadió el personaje de Allan en la historia; que originalmente se había introducido en la posterior aventura de 1941 El cangrejo de las pinzas de oro, donde fue hombre de confianza de Rastapopoulos. Hergé incluyó una alusión a su amigo y colaborador Edgar P. Jacobs en la historia mediante la inclusión de un profesor momificado llamado E.P. Jacobini en una tumba egipcia.
Mientras que la versión original mostraba a Sheikh Patrash Pasha mostrando a Tintín una copia de Tintín en América, en la versión de 1955 se cambió a la anterior Tintín en el Congo y Hergé cambiaría de nuevo para impresiones posteriores, esta vez a Objetivo: la Luna (1953), aventura que se establece cronológicamente después de Los cigarros. Benoît Peeters aseguró que, con esta escena, el lector puede imaginar la sorpresa de encontrarse con Tintín en una aventura que aún no había tenido y que incluyó a los personajes de capitán Haddock y Silvestre Tornasol, quien aún no había sido presentado. Harry Thompson opinó que los cambios más importantes en el libro eran artísticos, pues para finales de 1950 Hergé estaba en la cima de su capacidad artística.

### Publicaciones posteriores
Casterman volvió a publicar la versión en blanco y negro y original en 1979 en un volumen en francés recogido con El loto azul y La oreja rota, la segunda parte de la colección Archivos Hergé. En 1983 publicaron una versión facsímil del original.

## Acogida de la crítica
Jean-Marc y Randy Lofficier consideraron Los cigarros del faraón gráficamente entre Tintín en América y El loto azul, pues Hergé estaba expandiendo su "vocabulario visual" y haciendo uso de "momentos inolvidables", tales como la secuencia del sueño en la tumba. Aunque reconociendo que Hergé seguía elaborando su plan sobre una base de semana a semana, pensaron que el trabajo era una mejora en sus historias anteriores, debido a la inclusión de "misterio y fantasía". Otorgándole tres estrellas de cinco, pensaban que el libro era una "película de suspense surrealista, empapada y atmosférica". Creyeron que el trabajo no solo abordaba la locura, sino que era locura en sí, ya que el libro evoca "una sensación de suspensión onírica de la creencia". También destacaron la inclusión del símbolo Kih-Oskh en todo el libro y lo describieron como similar a un tema musical recurrente, señalando que añadió "una nota de onirismo puro".
Harry Thompson consideró Los cigarros del faraón "casi completamente irreconocible de sus predecesores", alabando sus "inspirados personajes de cómic" y "comedia de caracteres observados", que pensaba que escapó de las evidentes payasadas en las aventuras anteriores. También elogió los elementos de misterio y suspense que Hergé introdujo, al opinar que creó "una verdadera sensación de miedo sin recurrir a un deus ex machina". Más críticamente, pensó que la trama "falla flagrantemente" en la transposición inmediata de los acontecimientos de Egipto a la India, y también cree que la inclusión de los colonialistas británicos como los antagonistas hace "las paces de forma parcial" por la actitud colonialista mostrada por Tintín en Tintín en el Congo. Michael Farr cree que Tintín era "un héroe más maduro" en Los cigarros, siendo más un detective que periodista. Pensó que la secuencia del sueño era "una de las escenas más imaginativas e inquietantes" en la serie, que ilustran el "creciente virtuosismo con el medio" de Hergé. También elogió las escenas que transcurren en el bungaló colonial de la India, comentando que era "claustrofóbico y siniestramente dramático", digno de la obra de Agatha Christie, y la persecución de coches proporcionaba "un final muy cinematográfico". En general, pensó que era una narrativa "rica en misterio y drama", uno de los álbumes referencia en la serie junto a El loto azul.
En opinión de Benoît Peeters, biógrafo de Hergé, con Los cigarros, Hergé estaba participando en "lo novelesco", y que la escena inicial tenía ecos del Sr. Lápiz de Rodolphe Töpffer. También subrayó que la primera de las aventuras tenía una "apariencia" o "unidad narrativa". El también biógrafo Pierre Assouline comentó que la historia era difícil de seguir para el lector, porque el exotismo del telón de fondo se desvaneció en medio del rápido ritmo de la narración. El crítico literario Tom McCarthy destacó el papel prominente del tabaco en la historia, a partir de las ideas del filósofo francés Jacques Derrida que sugiere el simbolismo potencial de esto. También sugirió que la inclusión de los egiptólogos momificados en la historia advierte a los lectores de los "peligros de la momificación través de la interpretación".